# سرداب افوشته
سرداب افوشته مربوط به دوره صفوی است و در جنوب شرقی نطنز، خیابان شهید مطهری، محله افوشته واقع شده و این اثر در تاریخ ۱۰ خرداد ۱۳۸۲ با شمارهٔ ثبت ۹۰۴۹ به‌عنوان یکی از آثار ملی ایران به ثبت رسیده است.